# Yehya Khalil

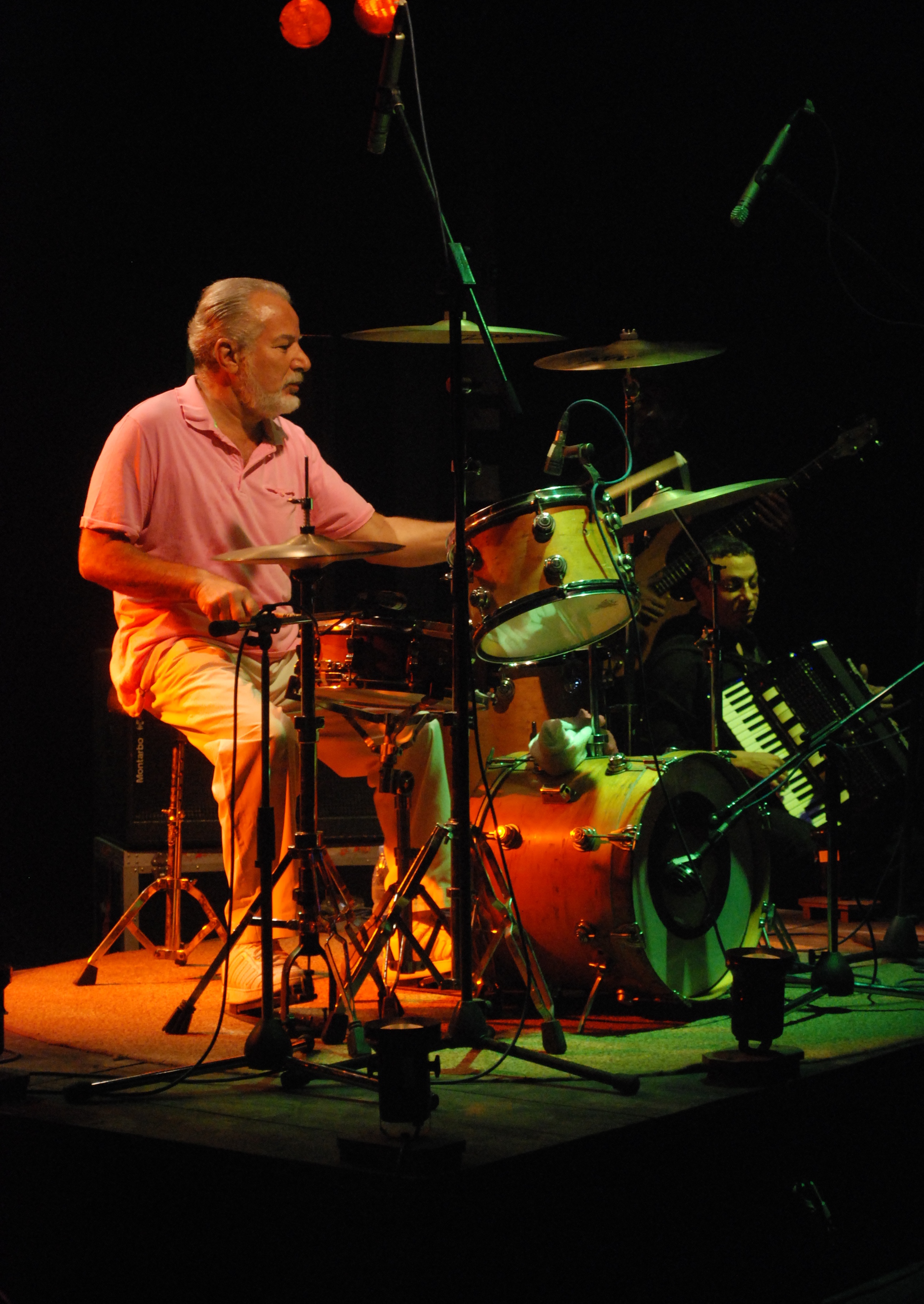

Yehya Khalil (* 1944 in Kairo) ist ein ägyptischer Jazzschlagzeuger und Bandleader.

## Leben und Wirken
Khalil interessierte sich, beeinflusst von den Sendungen des Radiosenders Voice of America, schon seit seiner Kindheit für Jazzmusik. Mit der Gründung des Cairo Jazz Quartet 1957 legte er dreizehnjährig das Fundament für die Jazzszene in Ägypten. Nach einem Aufenthalt im Libanon reiste er 1966 nach New York City, wo er in verschiedenen kleinen Jazzclubs auftrat. Nach einem Jahr zog er weiter nach Chicago. Dort hörte er im Mother's Blues Club Musiker wie Miles Davis, Elvin Jones, Gábor Szabó und Wes Montgomery und lernte Jim Post, den Frontmann der Band Friend and Lover kennen. Er wurde Mitglied der Band, mit der er in Atlanta die Single Reach out of the Darkness aufnahm, in einem Programm mit Eric Clapton und Jimi Hendrix auftrat und Gast der Ed Sullivan Show war.
Nach der Auflösung der Band kehrte Khalil nach Chicago zurück und studierte dort zwei Jahre am American Music Conservatory. Er wurde der letzte Schüler von Roy Knapp (bei dem Perkussionisten wie Gene Krupa, Dave Tough, George Wettling, Baby Dodds, Sid Catlett und Louie Bellson studiert hatten). Nach der Ausbildung bei Knapp tourte Khalil weiter als Jazzmusiker durch die USA und trat mit Jazzlegenden wie Dizzy Gillespie, Duke Ellington und Herbie Hancock auf.
1979 kehrte Khalil nach Ägypten zurück. Er gab seither etwa 5.000 Konzerte in über einhundert Städten, ist Gastgeber der Sendung Jazz World im ägyptischen Fernsehen und tritt regelmäßig im Kairoer Opernhaus und im Cairo Jazz Club auf. 2007 konzertierte er mit seiner Band Egyptian Fusion beim Internationalen Jazzfestival in Kapstadt, 2013 beim Linzfest. Er legte mehrere Alben unter eigenem Namen, aber auch mit Mohamed Mounir, vor.
Khalils Nichte ist die ägyptische Schauspielerin Amina Khalil.